# Theatrhythm Final Fantasy
Theatrhythm Final Fantasy (яп. シアトリズム ファイナルファンタジー Сиаторидзуму Файнару Фантадзи:) — японская музыкальная компьютерная игра для портативного устройства Nintendo 3DS и iOS, разработанная студией indies zero и выпущенная в 2012 году компанией Square Enix. Является ответвлением серии ролевых игр Final Fantasy, однако существенно отличается геймплеем, уходя от жанра РПГ в сторону ритмических музыкальных аркад.

## Игровой процесс
Theatrhythm Final Fantasy представляет собой классическую музыкальную игру, где от игрока требуется касаться стилусом нижнего экрана или проводить по нему, когда значки на верхнем экране совпадают с маркерами. Однако важное место в геймплее занимает и ролевая составляющая, свойственная играм серии, в частности, после прохождения каждого уровня персонажи получают опыт, и их уровень может повышаться. При этом растут характеристики персонажей, и они получают новые способности. Уровни могут быть трех видов: путешествие (FMS), сражение (BMS) и событие (EMS). В режиме путешествия значки на верхнем экране бегут слева направо, а персонажу игрока необходимо преодолеть некоторое расстояние за время, пока звучит композиция. При этом скорость движения персонажа зависит от попадания игроком в ритм — в случае ошибок персонаж падает и замедляется. На финише героя ожидает другой персонаж, дающий в случае успеха сундучок с наградой. На каждом уровне есть возможность один раз резко ускорить движение, воспользовавшись услугой ездовой птицы чокобо. В режиме сражения четыре героя сражаются с монстрами, а значки на верхнем экране движутся слева направо по четырём линиям — по одной для каждого героя. При попадании в ритм персонажи атакуют монстров и наносят им повреждения, в результате которых их шкала жизней постепенно уменьшается. Цель игрока — одолеть таким образом всех врагов, опять же за ограниченное время, пока длится песня. Последовательность из нескольких успешных прикосновений приводит к более эффективным атакам, позволяют персонажам применять более мощные специальные приёмы. Кроме того, один раз за бой можно прибегнуть к помощи призываемого существа («саммона»), наносящего противнику гораздо более значительные повреждения. Для вызова такого существа на каждом уровне есть ответвление Feature Drive. Чтобы перейти в него, необходимо, чтобы были выполнены два условия: 1) герои должны быть экипипированы, 2) необходимо попасть в ритм, когда перед ответвлением на верхнем экране появляются серебряные значки. В режиме события на верхнем экране демонстрируются видеоролики с самыми известными сценами из игр основной серии Final Fantasy, а на этом фоне появляются значки и маркеры. Причём все видеоролики содержат сцены из японских версий игр. Полностью посмотреть видео можно только в том случае, если игрок сумеет попасть в ответвление Feature Drive.
Всего в игре есть три режима: Series, Challenge и Chaos Shrine. Первый из них примерно соответствует режиму кампании: вам необходимо пройти 13 серий треков — по одному для каждой части игры. Каждая серия состоит из пяти композиций: начала, боя, путешествия, события и окончания. Начало и окончание не являются обязательными, их можно пропустить. В режиме Challenge можно проходить уровни, уже пройденные в режиме Series, но на более высоких уровнях сложности (Basic, Expert, Ultimate). Так можно постепенно разблокировать новые мелодии. За каждый пройденный уровень игрок получает Rhythmia points — «очки Ритмии» (rm). Набрав определённое количество очков, игрок может открыть разнообразный контент для режима Музей (видео, композиции, новые герои, новые возможности, новые дизайны для визитной карточки профиля и т. д.).

## Сюжет
Theatrhythm в какой-то степени можно считать идейным продолжением файтинга Dissidia Final Fantasy, поскольку в основе сюжета находятся те же непримиримые божества: Хаос и Космос. Пространство между ними зовётся Ритмом, именно там однажды рождается волшебный кристалл, контролирующий всю музыку. Коварный Хаос пытается нейтрализовать действие кристалла и уничтожает его, тогда как обеспокоенные действиями злодея герои отправляются в путешествие, чтобы вернуть кристаллу былую силу и восстановить тем самым мировую гармонию. Они должны всячески благоприятствовать росту музыкальной волны Ритмо, потому как только она может восстановить кристалл. Дизайн всех монстров и персонажей выполнил художник, скрывающийся под псевдонимом MonsterOctopus, ранее известный по иллюстрациям героев для Kingdom Hearts Mobile. Все персонажи взяты из предыдущих частей Final Fantasy, причём в списке действующих лиц представлены как главные герои, так и второстепенные вроде Сида и Сейфера.

## Разработка
Сразу после окончания работы над Dissidia 012 Final Fantasy художник Тэцуя Номура сообщил в интервью, что в ближайших планах компании есть ещё один проект, где собраны известные персонажи из различных прошлых частей серии, но этот проект будет уже не файтингом. Это дебютная игра геймдизайнера Итиро Хадзамы, который участвовал в создании анимационного фильма Final Fantasy VII: Advent Children. О создании Theatrhythm Final Fantasy стало известно ближе к концу выставки Electronic Entertainment Expo 2011, когда о ней вскользь упомянули сотрудники Square Enix. Официальный анонс состоялся на страницах еженедельного японского манга-журнала Weekly Shonen Jump, единственной платформой для готовящейся игры была названа портативная система Nintendo 3DS, вскоре на сайте компании появился соответствующий раздел. Отбор мелодий проводился на основе открытого голосования в японской социальной сети Square Enix Members, но итоговый список песен, тем не менее, получился несколько другим. Хадзама пошутил на этот счёт, отметив, что если бы они слепо следовали желанию игроков, проект пришлось бы назвать Theatrhythm Final Fantasy VII.
Первое время фанаты считали, что разработкой занимается студия Jupiter, однако позже выяснился истинный разработчик — независимая студия indies zero, ранее известная по таким играм как Retro Game Challenge и Electroplankton.

## Отзывы и критика
| Сводный рейтинг       | Сводный рейтинг |
| Агрегатор             | Оценка          |
| --------------------- | --------------- |
| GameRankings          | 79,89 %         |
| Metacritic            | 80/100          |
| Иноязычные издания    |                 |
| Издание               | Оценка          |
| EGM                   | 8/10            |
| Eurogamer             | 7/10            |
| Famitsu               | 36/40           |
| Game Informer         | 8/10            |
| GameRevolution        | 4,5/5           |
| GameSpot              | 7,5/10          |
| GamesRadar+           | 4/5             |
| GameTrailers          | 8/10            |
| IGN                   | 8,5/10          |
| Nintendo Power        | 80/100          |
| Nintendo World Report | 9/10            |
| ONM                   | 84 %            |
| Русскоязычные издания |                 |
| Издание               | Оценка          |
| «Игромания»           | 7/10            |

Ещё до выхода игра удостоилась смешанных отзывов, но после выхода многие критики поставили игре довольно высокий балл. Некоторые ставили под сомнение идею привнести ритм-элементы в ролевую серию Final Fantasy. Обозреватель журнала Wired написал, что это могла бы получиться неплохая вещь, отметив необходимость иметь среди разработчиков опытных людей, которые были бы хорошо знакомы со спецификой производства музыкальных аркад. По его словам, музыка, написанная преимущественно композитором Нобуо Уэмацу, заслуживает уважения и способна вывести жанр на новый уровень, однако в случае неудачи провал будет полным. С этим согласился и автор статьи на 1UP.com, отметив, что владельцы карманной консоли 3DS, хоть и не будут полностью удовлетворены увиденным, обязательно получат удовольствие от звучащих мелодий. На сайте Shacknews подметили необычное название игры, назвав его безумным и претендующим на победу в борьбе за самые необыкновенные наименования. В статье портала GameSpot похвалили «цветастый» дизайн и невероятное качество звучащих композиций, которые сами по себе вытягивают Theatrhythm Final Fantasy на весьма высокий уровень.
Обозреватель «Игромании» назвал игру сочетанием Elite Beat Agents и PaRappa the Rapper, положительно отметив высокую сложность и возникающие в ходе прохождения ностальгические чувства: «Theatrhythm наглядно показывает, какой замечательной серия была в прошлом и какой странной стала сейчас».